# 쥐띠 부인 (드라마)
《쥐띠 부인》은 이재우(李栽雨)의 TBC라디오 작품이다. 1970년 1월에 방송된 일일연속극 멜로드라마 일변도의 방송극에 사회의 지탄이 쏟아질 무렵, 정석을 깨고 갑자기 튀어나와 신선한 충격을 주었던 문제작이다.

## 내용
고등학교 교장 선생님의 막내딸로 귀엽게 자란 쥐띠 처녀 연주는 중매 끝에 엄청나게 복잡한 장손의 집안으로 시집을 가게 된다. 시대에 맞지 않게 지금까지도 양반의 체통을 운운하고 있는 시집 식구들의 고루한 의식구조와 부딪쳐 연주는 고군분투하지 않을 수 없다.
쥐띠부인 연주는 무섭게 변모하여 이 집안의 재건을 위하여 발벗고 나선다. 전세방 신세이면서 언제나 체면을 세우기에만 급급한 시아버지, 옛날 행세하던 시절의 추억에 매달려 도무지 현실을 인정하지 않고 있는 시어머니, 거기다가 시누이·시동생까지 모두 제멋대로 풀려 있는 집안의 재편성에 착수한 셈이다.
10년간의 각고 끝에 새 집을 짓고 문패도 달았다. 우습게 보았던 연약한 며느리 덕택으로 온 가족이 새 사람이 되어 새로운 인생을 살게 된 것이다.

## 감상
연약한 한 여자의 미소와 야무진 의지가 뻗쳐나가는 과정을 현실감 있게 그려 내는 데 성공하고 있다.
그리고 <쥐띠 부인>은 새마을 드라마가 등장하기 훨씬 이전에 새마을 드라마의 정석을 예견했다는 점에서 기억할 만한 작품이라고 하겠다. 로를 찾아 보려 했다는 시도는 높이 평가할 만하다.